# かげろう (斉藤和義の曲)
「かげろう」は2013年10月16日にSPEEDSTAR RECORDSから発売された斉藤和義43作目のシングル。

## 解説
前作から1ヶ月振り、アルバム『斉藤』の先行シングル。収録曲は表題曲1曲のみで10,000枚完全生産限定盤。C/W曲が収録されないシングルはキャリア20年で初である。
本作は映画『潔く柔く』主題歌オファーを受け書き下ろされた。ジャケットは原作者いくえみ綾の描き下ろし。更に斉藤和義を題材にした描き下ろし漫画を同梱。

## 収録曲
作詞・作曲・編曲：斉藤和義
1. かげろう（5:17）
映画『潔く柔く』主題歌